# Prolaktin

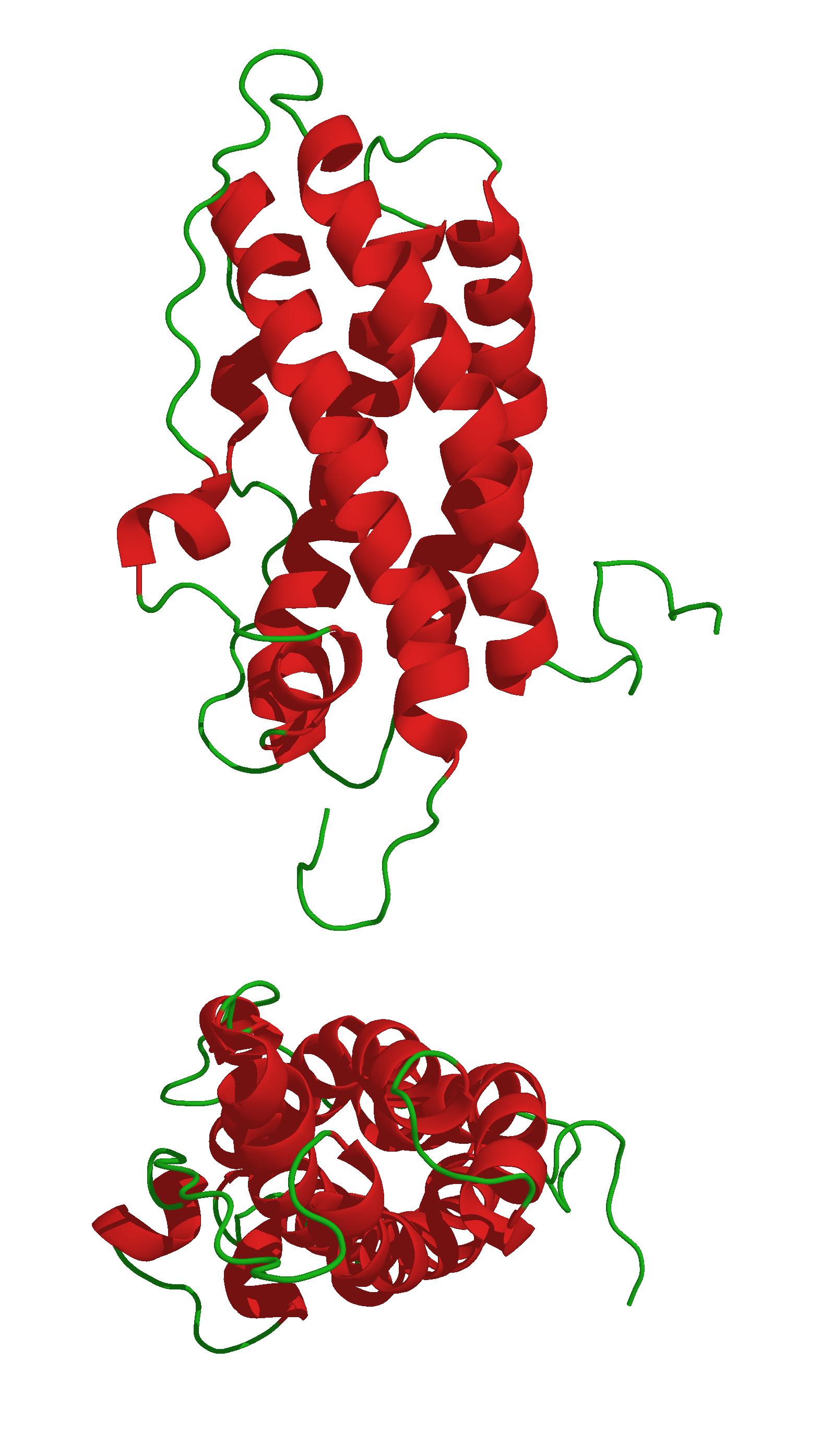
A prolaktin szerkezete

A prolaktin vagy laktotrop hormon vagy laktotropin egy fehérjehormon, amelynek elsődleges feladata, hogy szülés után megindítsa a tejelválasztást. Ezenkívül számos más hatással is rendelkezik, különböző gerinces fajokban több mint 300 folyamatra gyakorol kisebb-nagyobb befolyást. Halakban például az elektrolitegyensúlyt ellenőrzi. Ezenkívül citokinszerű hatással is rendelkezik és az immunrendszer egyik regulátora lehet. Főleg az agyalapi mirigy elülső lebenye termeli, de kisebb mértékben más szövetekben is keletkezik.
Termelését a hipotalamusz neuroendokrin sejtjei szabályozzák. A dopamin gátolja, míg a tireotropinfelszabadító hormon serkenti a prolaktin szintézisét. Féléletideje a vérben 15-20 perc.
A prolaktint 1930-ban fedezte fel az amerikai Oscar Riddle.

## Funkciói
A prolaktinnak több, egymástól távol álló hatása is van. Stimulálja a tejelválasztást. A terhesség alatt megnövekszik a koncentrációja a vérben, amitől az emlőmirigyek megnövekednek és felkészülnek a tej kiválasztásra; erre akkor kerül sor, amikor a terhesség végén a progeszteronszint leesik és a mellbimbón szopási inger jelentkezik. Néha az újszülöttek (fiúk és lányok is) mellbimbójából is szivárog tejszerű folyadék (ún. boszorkánytej), ami az anyai prolaktin és egyéb hormonok hatására történik. A prolaktin az egyik okozója az anyai viselkedésnek is.
A prolaktin a felelős a nemi közösülés utáni szexuális kielégülésérzetért. Ebben ellentétes a hatása a nemi izgalmat kiváltó dopaminéval. A túl magas prolaktinszint viszont libidóvesztést, férfiakban pedig impotenciát válthat ki. A sok prolaktin csökkenti a vér szexhormonszintjét: nőkben az ösztrogént, férfiakban a tesztoszteront. A mérsékelten magas hormonszint hatása azonban változó lehet, pl. nőkben csökkentheti, de akár növelheti is az ösztrogénmennyiséget.
A prolaktint néha a gonadotropinokhoz sorolják, bár az emberben csak gyenge luteotrop hatást fejt ki: a klasszikus gonadotrop hormonokat elnyomó hatása erőteljesebb; normál koncentrációban szupresszálja a gonadotropinfelszabadító hormon (GnRH) kiválasztását. Ennek mechanizmusa nem ismert, a GnRH-termelő sejteken nincs prolaktin-receptor (bár a hipotalamuszban van). A prolaktin férfiakban megnöveli a herék Leydig-sejtjein a luteinizáló hormon-receptorok számát, ezáltal növeli a tesztoszteron elválasztását.
Kimutatták, hogy elősegíti az idegrendszer oligodendrocitáinak fejlődését, amelyek az idegsejtek axonjainak mielinburkolatát biztosítják.
Ezenkívül segíti a terhesség végén az embrió tüdejének felületaktív anyagokkal való ellátását és szerepe van abban, hogy az anya immunrendszere tolerálja a magzatot. Elősegíti az idegsejtfejlődést mind a magzat, mind az anya agyában. Egérben növeli az elvesztett szőr visszanövéséhez szükséges időt.

## Szabályozása
Az emberben a prolaktin az agyalapi mirigy elülső lebenyében, a méh különböző rétegeiben (decidua, miometrium), a mellben, a prosztatában és a fehérvérsejtekben biztosan termelődik (esetleg másutt is).
Az agyalapi mirigyben keletkezését a Pit-1 transzkripciós faktor szabályozza, amely több helyen is képes a prolaktingénhez kötni. Kísérletes körülmények között a tireotropinfelszabadító hormon és a vazoaktív intesztinális peptid elősegíti a prolaktin szekrécióját, de nem bizonyított, hogy a szervezetben is van hasonló hatásuk. Bizonyított, hogy az elsődleges stimulus a mellbimbókat érő szopó inger; ezt a hatást az idegek közvetítik a hormontermelő sejtek felé. Jelentős befolyással van a prolaktin termelésére az ösztrogén, amelynek hatására a hormontermelő sejtek megnagyobbodnak és közvetlenül is elősegíti a prolaktin produkcióját; egyúttal a gátló hatású dopamin szekrécióját is visszafogja.
A méh belső rétegében, az endometriumban a progeszteron növeli a prolaktintermelést, míg a középső, simaizmokból álló miometriumban és az emlő mirigyes szövetében csökkenti.
Feltételezik, hogy a prolaktin agyalapi mirigyen kívüli termelése a főemlősökre (és az emberre) jellemző tulajdonság, és az itt elválasztott hormon csak közvetlenül a termelő sejtekre (autokrin szabályozás) vagy közvetlen környezetükre (parakrin szabályozás) hat. Más gerincesekben (pl. egér) a hasonló szövetspecifikus hatásokat legalább 26 prolaktin-hatású fehérjével érhetik el. Ezek génjei a főemlősökből hiányoznak.
A prolaktinszint napi szinten és a menstruációs ciklust követve ingadozik. Legmagasabb az alvás REM-fázisa alatt és kora reggel. Sok emlősben évszakonként is változik.
A terhesség alatt a megnövekedett ösztrogén- és progeszterontermelés a prolaktinszintet is akár 10- vagy 20-szorosára emelheti. Az ösztrogén és a progeszteron gátolja a prolaktin tejelválasztást serkentő hatását; a szülés után az első kettő szintje meredeken lecsökken és az ideiglenesen magasan maradó prolaktinmennyiség megindítja a tejtermelést. A női hormonok stimuláló hatását a mellbimbókat érő mechanikus szopási inger váltja fel, ami idegrendszeri közvetítéssel az agyalapi mirigy elülső lebenyében megindítja a prolaktinképződést. Egyúttal a hátulsó lebenyben megkezdődik az oxitocin kiválasztása, amely az emlő simaizmaira hatva elősegíti a tej kilövellését. A szopási inger hosszú távú megszűnése után a tejtermelés egy-két hét alatt áll le.
Kimutatták, hogy apákban és terhes nők párjaiban magasabb a prolaktinszint, mint az egyedülálló férfiakban.
A hormon szintje megnövekedhet testi erőfeszítés, magas fehérjetartalmú ételek fogyasztása, közösülés, mammográfia, kisebb sebészeti beavatkozás, epilepsziás roham után, fizikai/érzelmi stressz hatására. vagy Ecstasy kábítószer fogyasztásakor.
A prolaktin receptorai az emlőmirigyekben, petefészekben, agyalapi mirigyben, szívben, tüdőben, csecsemőmirigyben, lépben, májban, hasnyálmirigyben, vesében, mellékvesében, méhben, harántcsíkolt izmokban, a bőrben és az agy egyes területein találhatók meg.

## Szerkezete
| Csoport                           | Koncentráció (µg/l) |
| --------------------------------- | ------------------- |
| nők, ciklus follikuláris szakasza | 12,1                |
| nők, luteális szakasz             | 13,9                |
| nők, ovuláció idején              | 17                  |
| nők, terhesség 1. trimesztere     | 16                  |
| nők, terhesség 2. trimesztere     | 49                  |
| nők, terhesség 3. trimesztere     | 113                 |
| férfiak, 21-30 év                 | 9,2                 |
| férfiak, 31-50 év                 | 7,0                 |
| férfiak, 51-60 év                 | 6,2                 |

A prolaktin egy utólagosan módosított, másodlagos szerkezettel rendelkező fehérje (hasonlóan a növekedési hormonhoz). Szerkezetét három diszulfidhíd tartja össze. Többszörösen foszforilált és glikozilált, de ezek mértékében jelentős eltérések tapasztalhatók az egyes molekulák között. Az agyalapi mirigy elsősorban nem-glikozilált formában bocsátja ki.
A prolaktinnak három formája létezik:
- kis prolaktin — ez a leggyakoribb.[24] 198 aminosavból álló egyszálú polipeptid, mmlekulatömege kb. 22 kilodalton.[24]
- nagy prolaktin — kb 48 kDa tömegű[24] és feltehetően több kis prolaktin kölcsönhatásából származik. Biológiai aktivitása nagyon alacsony, vagy egyáltalán nincs.[25]
- nagyon nagy prolaktin — kb. 150 kDa.[24] Biológiai aktivitása igen alacsony.[26]

Közvetlenül szülés után a nagyobb molekulák valamivel nagyobb mennyiségben vannak jelen.

## Mennyisége
Férfiak esetében 20, nőknél 25 µg/l fölötti prolaktinkoncentráció a vérszérumban már kórosnak minősül (hiperprolaktinémia); míg prolaktinhiány (hipoprolaktinémia) 5 (férfiak) illetve 3 µg/L (nők) alatt lép fel.

## Kóroki szerepe
A magas prolaktinszint elnyomhatja a nemi hormonok (follikuluszstimuláló hormon, gonadotropinfelszabadító hormon) termelését, ami a herék vagy a petefészek csökkent működéséhez: nőkben a menstruációs ciklus zavarához, férfiakban impotenciához vezethet. Mivel epilepsziás roham alatt a prolaktin mennyisége megnő, ezzel elkülöníthető a nem-epilepsziás rohamoktól.
A túl magas hormonszint gyakrabban fordul elő, mint a túl alacsony. Az extrém magas szint az agyalapi mirigy elülső lebenyének tumorjára (prolaktinóma) is utalhat. A magas prolaktinszint egyik jellemző tünete a tejelválasztás megindulása akár nem szoptató vagy terhes nőkben, sőt férfiakban is; emellett mind férfiakban, mind nőkben csökken a libidó.
A túl kevés prolaktin tünetei lehet nőknél a petefészek működési zavara, metabolikus szindróma, szorongás, férfiakban impotencia, korai magömlés, oligozoospermia (alacsony spermiumszám), asztenospermia (a spermiumok csökkent mozgékonysága), ondóhólyag-alulműködés vagy hipoandrogenizmus. Szülés után a kis tejmennyiség egyik oka lehet a túl kevés prolaktin.

## Fordítás
- Ez a szócikk részben vagy egészben  a   Prolactin című angol Wikipédia-szócikk ezen változatának fordításán alapul.  Az eredeti cikk szerkesztőit annak laptörténete sorolja fel. Ez a jelzés csupán a megfogalmazás eredetét és a szerzői jogokat jelzi, nem szolgál a cikkben szereplő információk forrásmegjelöléseként.